# Cuori a metà
Cuori a metà è un album del cantante italiano Tony Blescia, pubblicato dall'etichetta discografica Warner nel 1998.
Dall'album, disponibile su musicassetta e compact disc, viene tratto il singolo omonimo.
Il brano Senza più parole vede la partecipazione di Emanuela Cortesi.

## Tracce
1. Cuori a metà
2. Dentro questi giorni miei
3. Io ti aspetto
4. Fino al sole
5. Metropolitanamente
6. Fuori dal mondo
7. Comunque vada
8. Non ci sto dentro
9. Senza più parole (feat. Emanuela Cortesi)
10. Perdi quota
11. Buonanotte